# 桃叶鼠李
桃叶鼠李（学名：Rhamnus iteinophylla）为鼠李科鼠李属下的一个种。